# Sligo Rovers Football Club Women
Maillots
Actualités
Le Sligo Rovers Football Club Women est un club de football irlandais basé à Sligo créé en 2021. Il s'agit de la version féminine du Sligo Rovers Football Club. Le club joue ses matchs à domicile au Showgrounds. Le club dispute le championnat d'Irlande féminin de football pour la première fois à partir de la saison 2022. Il engage aussi deux équipes dans les championnats des moins de 17 ans et des moins de 19 ans.

## Histoire
En décembre 2021, la fédération irlandaise de football (FAI) annonce vouloir étendre le nombre d'équipes disputant le Championnat d'Irlande féminin de football. Le 10 décembre 2021, les Sligo Rovers annoncent que leur candidature pour intégrer le championnat a été acceptée par la fédération pour la saison 2022. Pour la première fois de son histoire, le championnat passe à dix équipes.
Jusque là, la section féminine des Sligo Rovers n'était constituée que d'équipes de jeunes filles issues de son école de football. En juillet 2018 Sligo fait partie des onze clubs qui fondent le championnat d'Irlande des moins de 17 ans. Le président du club, Tommy Higgins, confirme l'intention du club de continuer à promouvoir la pratique féminine du football en mai 2021. Un plan de rénovation du stade est annoncé. Vient ensuite l'annonce en septembre 2021 d'une collaboration avec l'Institut de technologie de Sligo pour mettre en place une équipe senior. C'est cette structure là qui est acceptée par la FAI en décembre de la même année.
Le 15 décembre 2021 c'est un ancien joueur des Sligo Rovers qui est nommé entraîneur de l'équipe féminine : Steve Feeney. Il quitte alors son rôle d'entraîneur dans le club nord-irlandais du Ballinamallard United.
L'internationale irlandaise (2 sélections en 2016), Emma Hansberry devient la première joueuse à signer un contrat avec l'équipe le 11 janvier 2022. Handsberry était jusque là l'entraineur de l'équipe des moins de 17 ans. Amy Hyndman et Katie Melly suivent peu après le 20 janvier.
L'équipe dispute sa toute première rencontre le 22 janvier 2022. Il s'agit d'une rencontre amicale contre les Conn Rangers, une équipe amateure du Comté de Mayo. Sligo l'emporte 6-3 devant 300 personnes.
Le championnat d'Irlande 2022 débute le 5 mars 2022. La nouvelle équipe se voit désigner comme premières adversaires les joueuses du Peamount United, vice-championnes en titre. Sligo s'incline lourdement sur le terrain de Greenogue 6 buts à 0. Mais quelques jours plus tard la fédération irlandaise décide de sanctionner Peamount car elles ont fait jouer une footballeuse non qualifiée pour la rencontre. Sligo est donc donnée vainqueur 3-0 sur tapis-vert.
Sept jours plus tard, Sligo accueille son premier match senior aux Showgrounds. L'équipe s'incline 0-3 devant DLR Waves devant une assistance de 945 spectateurs. Le 19 mars 2022, Les Sligo Rovers remportent leur première victoire sur le terrain en disposant 2-1 des joueuses du Cork City Women's Football Club. La première buteuse de l'histoire du club en championnat est l'internationale nord-irlandaise Gemma McGuinness.

## Palmarès
- Néant